# Dellstedt
Dellstedt là một đô thị thuộc huyện Dithmarschen, trong bang Schleswig-Holstein, nước Đức. Đô thị Dellstedt có diện tích 21,77 km², dân số thời điểm 31 tháng 12 năm 2006 là 801 người.